# Horváth Tünde (labdarúgó)
Horváth Tünde (Budapest, 1975. augusztus 16. –) válogatott magyar labdarúgó, hátvéd.

## Pályafutása

### A válogatottban
1995 és 2001 között hét alkalommal szerepelt a válogatottban.

## Sikerei, díjai
- Magyar bajnokság
  - bajnok: 1993–94, 2001–02
  - 2.: 1999–00

## Statisztika

### Mérkőzései a válogatottban
| Magyarország | Magyarország        | Magyarország | Magyarország | Magyarország | Magyarország  | Magyarország     | Magyarország | Magyarország |
| #            | Dátum               | Helyszín     | Hazai        | Eredmény     | Vendég        | Kiírás           | Gólok        | Esemény      |
| ------------ | ------------------- | ------------ | ------------ | ------------ | ------------- | ---------------- | ------------ | ------------ |
| 1.           | 1995. április 3.    | Várna (BUL)  | Magyarország | 5 – 3        | Spanyolország | nemzetközi torna | -            | 85'          |
| 2.           | 1995. április 5.    | Várna (BUL)  | Románia      | 5 – 1        | Magyarország  | nemzetközi torna | -            | 72'          |
| 3.           | 1995. április 7.    | Várna (BUL)  | Oroszország  | 3 – 0        | Magyarország  | nemzetközi torna | -            | 77'          |
| 4.           | 1995. április 9.    | Várna (BUL)  | Magyarország | 1 – 1        | Lengyelország | nemzetközi torna | -            | 75'          |
| 5.           | 1998. augusztus 15. | Bat Jam      | Izrael       | 0 – 2        | Magyarország  | vb-selejtező     | -            |              |
| 6.           | 1999. június 20.    | Tótkeresztúr | Szlovénia    | 0 – 9        | Magyarország  | barátságos       | -            | 77'          |
| 7.           | 2001. november 21.  | Isztambul    | Törökország  | 1 – 4        | Magyarország  | Eb-selejtező     | -            | 80'          |
|              | Összesen            |              |              | 7            | mérkőzés      |                  | 0            | gól          |